# Cupa României (hochei)
Cupa României este cupa națională la hochei din România.

## Participanți
- Steaua Rangers
- HSC Csíkszereda
- ACSH Gheorgheni
- Corona Brașov
- CSM Galați
- Sportul Studențesc
- CSHC Fenestela 68

## Câștigătorii pe sezoane
| Sezon            | Câștigători          | Finaliști            | Locul 3                       |
| ---------------- | -------------------- | -------------------- | ----------------------------- |
| 1950             | SC Miercurea Ciuc    |                      |                               |
| 1952             | SC Miercurea Ciuc    |                      |                               |
| 1969             | CCA București        |                      |                               |
| 1973             | CCA București        |                      |                               |
| 1974             | CSA Steaua București |                      |                               |
| 1975             | CSA Steaua București |                      |                               |
| 1976             | CSA Steaua București |                      |                               |
| 1977             | CSA Steaua București |                      |                               |
| 1978             | CSA Steaua București |                      |                               |
| 1980             | CSA Steaua București |                      |                               |
| 1981             | CSA Steaua București |                      |                               |
| 1982             | CSA Steaua București |                      |                               |
| 1984             | CSA Steaua București |                      |                               |
| 1985             | CSA Steaua București |                      |                               |
| 1986             | CSA Steaua București |                      |                               |
| 1987             | CSA Steaua București |                      |                               |
| 1988             | CSM Dunărea Galați   |                      |                               |
| 1989             | CSA Steaua București |                      |                               |
| 1990 (Primăvară) | CSA Steaua București |                      |                               |
| 1990 (Toamnă)    | CSA Steaua București |                      |                               |
| 1991             | CSA Steaua București |                      |                               |
| 1992             | CSA Steaua București |                      |                               |
| 1993             | CSA Steaua București |                      |                               |
| 1994             | CSA Steaua București |                      |                               |
| 1995             | CSA Steaua București |                      |                               |
| 1996             | CSA Steaua București |                      |                               |
| 1997-98          | CSA Steaua București |                      |                               |
| 1998-99          | CSA Steaua București |                      |                               |
| 1999-2000        | CSA Steaua București | SC Miercurea Ciuc    | Progym-Apicom Gheorgheni      |
| 2000-01          | CSA Steaua București | SC Miercurea Ciuc    | nu s-a disputat               |
| 2001-02          | SC Miercurea Ciuc    | CSA Steaua București | Progym-Apicom Gheorgheni      |
| 2002-03          | CSA Steaua București | SC Miercurea Ciuc    | nu s-a disputat               |
| 2003-04          | SC Miercurea Ciuc    | CSA Steaua București | nu s-a disputat               |
| 2004-05          | CSA Steaua București | SC Miercurea Ciuc    | nu s-a disputat               |
| 2005-06          | CSA Steaua București | SC Miercurea Ciuc    | nu s-a disputat               |
| 2006-07          | SC Miercurea Ciuc    | CSA Steaua București | CS Progym Gheorgheni          |
| 2007-08          | SC Miercurea Ciuc    | CSA Steaua București | HC Csíkszereda Miercurea Ciuc |
| 2008-09          | CSA Steaua București | ASC Corona Brașov    | HC Csíkszereda Miercurea Ciuc |
| 2009-10          | SC Miercurea Ciuc    | Steaua Rangers       | nu s-a disputat               |
| 2010-11          | HSC Csíkszereda      | ASC Corona Brașov    | CSM Dunărea Galați            |
| 2011-12          | Steaua Rangers       | ASC Corona Brașov    | nu s-a disputat               |
| 2012-13          | Corona Brașov        | HSC Csíkszereda      | Steaua Rangers                |
| 2013-14          | HSC Csíkszereda      | Corona Brașov        | nu s-a disputat               |
| 2014-15          | Corona Brașov        | HSC Csíkszereda      | Steaua Rangers                |
| 2015-16          | HSC Csíkszereda      | Steaua Rangers       | CSM Dunărea Galați            |
| 2016-17          | CSM Dunărea Galați   | HSC Csíkszereda      | Corona Brașov                 |
| 2017-18          | HSC Csíkszereda      | Corona Brașov        | CS Progym Gheorgheni          |
| 2018-19          | HSC Csíkszereda      | Corona Brașov        | nu s-a disputat               |
| 2019-20          | HSC Csíkszereda      | ACSH Gheorgheni      | Corona Brașov                 |
| 2020-21          | Corona Brașov        | HSC Csíkszereda      | CSM Galați                    |
| 2021-22          | HSC Csíkszereda      | Steaua Rangers       | nu s-a disputat               |
| 2023-24          | Corona Brașov        | ACSH Gheorgheni      | Steaua Rangers                |
| 2024-25          | ACSH Gheorgheni      | Corona Brașov        | Steaua Rangers                |

## Trofee pe cluburi
| Loc | Club                              | Cupe | Sezoane câștigătoare |
| --- | --------------------------------- | ---- | --- |
| 1   | Steaua Rangers                    | 33   | 1969, 1973, 1974, 1975, 1976, 1977, 1978, 1980, 1981, 1982, 1984, 1985, 1986, 1987, 1989, 1990-spring, 1990-autumn, 1991, 1992, 1993, 1994, 1995, 1996, 1998-spring, 1998-autumn, 1999, 2000, 2002, 2004, 2005, 2008, 2011-autumn, 2012 |
| 2   | SC Miercurea Ciuc/HSC Csíkszereda | 15   | 1950, 1952, 1995, 2001, 2003, 2006, 2007, 2010, 2011, 2014, 2016, 2018, 2019, 2020, 2022 |
| 3   | Corona Brașov                     | 4    | 2013, 2015, 2021, 2024 |
| 4   | Dunărea Galați                    | 2    | 1988, 2017 |
| 5   | ACSH Gheorgheni                   | 1    | 2025 |